# Reynold Janney

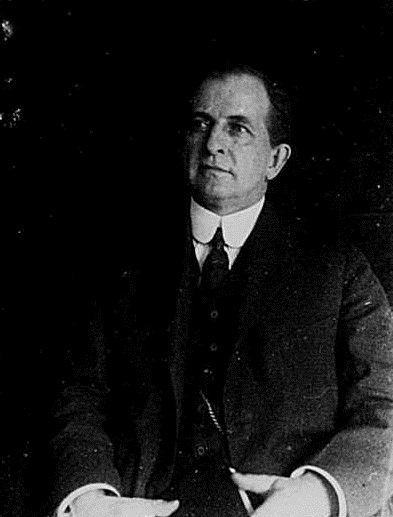
Reynold Janney, 1914

Reynold Janney (* 4. Juli 1858 in der Nähe von Martinsville, Clark Township, im US-Bundesstaat Ohio; † 7. Oktober 1938 vermutlich in Chillicothe, Ross County, Ohio) war ein amerikanischer Erfinder.
1905 entwickelte er zusammen mit Harvey D. Williams ein hydrostatisches Getriebe in Axialkolbenbauart, bei dem erstmals Mineralöl als Übertragungsmedium zum Einsatz kam und begründete damit die Ölhydraulik.
1919 erhielt er die Howard N. Potts Medal des Franklin Institute von Philadelphia.